# Aitchison Patera
L'Aitchison Patera è una struttura geologica della superficie di Venere.